# Bianca Williams
Bianca Williams (* 18. Dezember 1993 in London) ist eine britische Leichtathletin, die sich auf den Sprint spezialisiert hat. 2023 gewann sie mit der britischen 4-mal-100-Meter-Staffel die Bronzemedaille bei den Weltmeisterschaften in London und 2018 wurde sie über diese Distanz Europameisterin.

## Sportliche Laufbahn
Erste internationale Erfahrungen sammelte Bianca Williams bei den Junioreneuropameisterschaften 2011 in Tallinn, bei denen sie mit der britischen 4-mal-100-Meter-Staffel in 45,00 s die Bronzemedaille gewann. Zwei Jahre später gelangte sie bei den U23-Europameisterschaften in Tampere im 200-Meter-Lauf bis in das Finale, konnte dort ihren Lauf aber nicht beenden. Bei den IAAF World Relays 2014 auf den Bahamas gelangte sie mit der 4-mal-200-Meter-Staffel in 1:29,61 min auf Rang zwei, während sie sich mit der 4-mal-100-Meter-Staffel auf dem fünften Platz klassierte. Bei den Commonwealth Games in Glasgow wurde sie in 11,31 s Sechste im 100-Meter-Lauf und gewann in 22,58 s beziehungsweise 43,10 s jeweils die Bronzemedaille über 200 Meter und der englischen 4-mal-100-Meter-Staffel. Anschließend wurde sie bei den Europameisterschaften in Zürich in 22,68 s Vierte über 200 Meter.
Bei den IAAF World Relays 2015 erreichte die britische Staffel in 42,84 s Rang drei. Zudem qualifizierte sie sich in diesem Jahr auch für die Weltmeisterschaften in Peking, bei denen sie über 200 Meter in 22,87 s im Halbfinale aus. Zudem kam sie mit der Staffel im Vorlauf zum Einsatz; später im Finale erreichten die Britinnen den vierten Platz. 2016 gewann sie bei den Europameisterschaften in Amsterdam mit der britischen Staffel in 42,45 s die Silbermedaille hinter den Niederländerinnen. 2017 nahm sie im 200-Meter-Lauf erneut an den Heimweltmeisterschaften in London teil und schied erneut mit 23,40 s im Halbfinale aus. 2018 erfolgte die erste Teilnahme an den Hallenweltmeisterschaften in Birmingham teil und erreichte im 60-Meter-Lauf das Halbfinale, in dem sie mit 7,26 s im Halbfinale ausschied. Anfang April wurde sie bei den Commonwealth Games im australischen Gold Coast in 23,06 s Sechste und siegte mit der englischen Staffel in 42,46 s. Auch bei den Europameisterschaften in Berlin im August wurde sie in 22,88 s Sechste über 200 Meter und siegte mit der britischen Stafette in 41,88 s. Anschließend wurde sie mit der Staffel Zweite beim Leichtathletik-Continentalcup in Ostrava.
2022 gewann sie bei den Commonwealth Games in Birmingham mit der 4-mal-100-Meter-Staffel in 42,41 s gemeinsam mit Asha Philip, Imani Lansiquot und Daryll Neita die Silbermedaille hinter dem nigerianischen Team. Anschließend verhalf sie dem Team bei den Europameisterschaften in München zum Finaleinzug. Im Jahr darauf siegte sie in 11,32 s über 100 Meter bei den Copenhagen Athletics Games und wurde dann bei der 1. Liga der Team-Europameisterschaft im Zuge der Europaspiele in Chorzów in 11,29 s Fünfte über 100 Meter und gelangte mit 22,75 s auf den zweiten Platz über 200 Meter und gewann damit ligenübergreifend die Bronzemedaille hinter der Niederländerin Lieke Klaver und Olivia Fotopoulou aus Zypern. Im August schied sie bei den Weltmeisterschaften in Budapest mit 22,45 s im Halbfinale über 200 Meter aus und mit der Staffel gewann sie in 41,97 s gemeinsam mit Asha Philip, Imani Lansiquot und Daryll Neita die Bronzemedaille hinter den Teams aus den Vereinigten Staaten und Jamaika. Bei den World Athletics Relays 2024 auf den Bahamas wurde sie in 42,80 s Dritte in der 4-mal-100-Meter-Staffel hinter den Teams aus den Vereinigten Staaten und Frankreich. Im August schied sie bei den Olympischen Sommerspielen in Paris mit 22,58 s im Halbfinale über 200 Meter aus und verhalf der Staffel zum Finaleinzug, womit sie zum Gewinn der Silbermedaille beitrug. Im Jahr darauf schied sie bei den Halleneuropameisterschaften in Apeldoorn mit 7,17 s im Semifinale über 60 Meter aus.
Williams absolvierte ein Studium für Sportwissenschaften an der University of East London. 2025 wurde sie britische Hallenmeisterin im 60-Meter-Lauf.

## Persönliche Bestzeiten
- 100 Meter: 11,17 s (+1,0 m/s), 14. Juni 2014 in Genf
  - 60 Meter (Halle): 7,26 s, 17. Februar 2018 in Birmingham
- 200 Meter: 22,45 s (−0,2 m/s), 24. August 2023 in Budapest